# Vagriere
Vagrierne (tysk: Wagrier) var et vestslavisk folk, der var bosat i det nuværende Østholsten i Middelalderen.
Vagrierne var den nordvestlige del af det slaviske stammeforbund obotritterne. Det område, hvor de slog sig ned i løbet af det 7. århundrede, omfattede de dele af Østholsten, som ligger mellem Trave og Kielerfjorden. Deres hovedborg var søhandelspladsen Starigard (det nuværende Oldenburg). Her var sædet for stammens fyrster og dens kultsted.
Vagrierne blev overvundet af Otto I i den første del af det 10. århundrede og omvendt til kristendommen, selv om de beholdt deres indfødte fyrster. I Aldenburg, der ligger på fastlandet overfor Fehmarn, blev der oprettet et bispedømme i 968, men det forsvandt under de slaviske opstande i 983 og 990, og det blev først genoprettet i 1066. Efter at de havde rystet det tyske overherredømme af sig i den store slaveropstand i 983, kunne vagrierne endog overtage ledelsen af obotritternes samlede forbund mellem 1066 og 1090 og under deres egen fyrste, Kruto, der var repræsentant for den hedenske adel. Vagrierne var frygtede sørøvere i den vestlige Østersø, og de hjemsøgte frem for alt de syddanske øer på samme måde, som vikingerne havde gjort.
I 1138/39 blev vagriernes område erobret og plyndret af sachserne nord for Elben. Hertug Henrik Løve gav Vagrien som len til grev Adolf 2. af Holsten, der indledte en tilflytning af tyske nybyggere fra 1143 i de mellemste og sydlige dele af Vagrien. De nordlige områder omkring Oldenburg og Lütjenburg forblev i første omgang rent vagriske. Vagriernes efterkommere blev i løbet af de følgende århundreder assimileret i det indvandrede tyske befolkningsflertal og overtog deres sprog.

## Galleri
- Vagriernes borgvolg i Oldenburg
- Vagriernes skib på Oldenburger Wallmuseum